# Heidi Lüdi (Alpinistin)

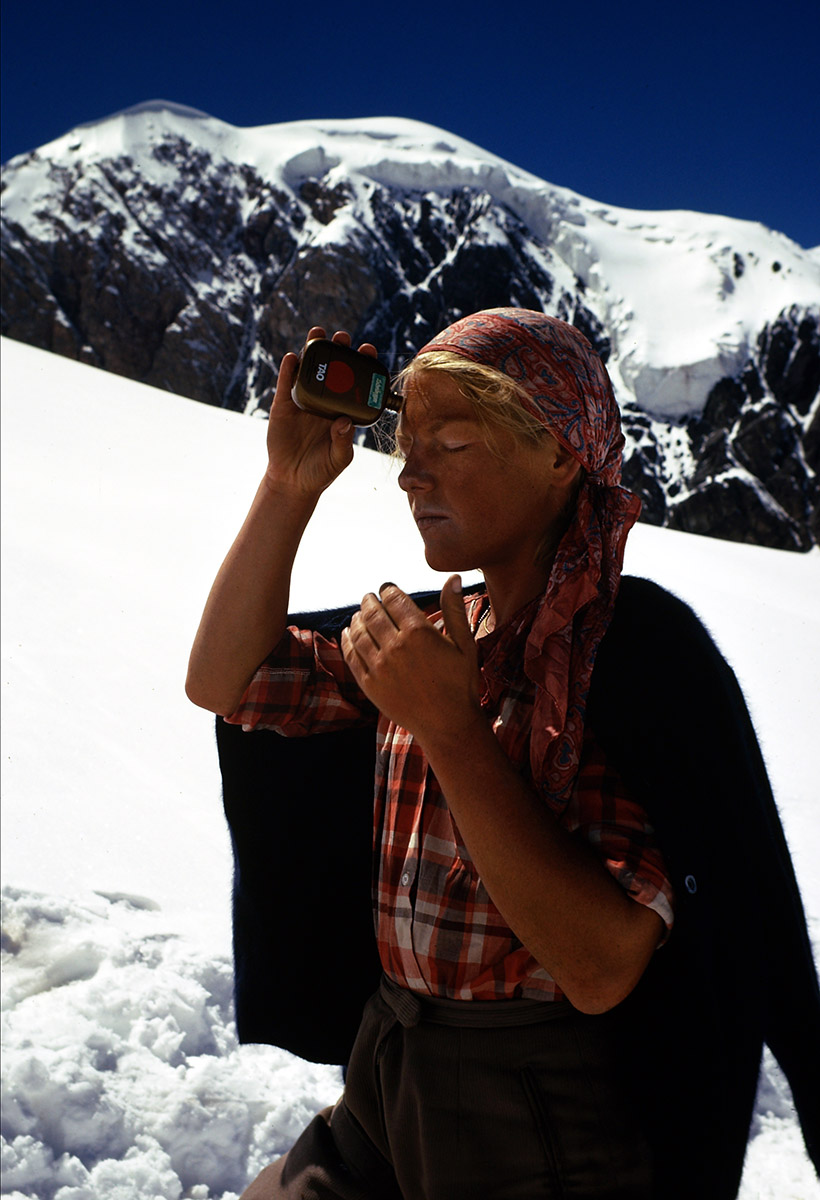
Heidi Lüdi im Basis-Camp, Pamirgebirge, Kirgistan 1974

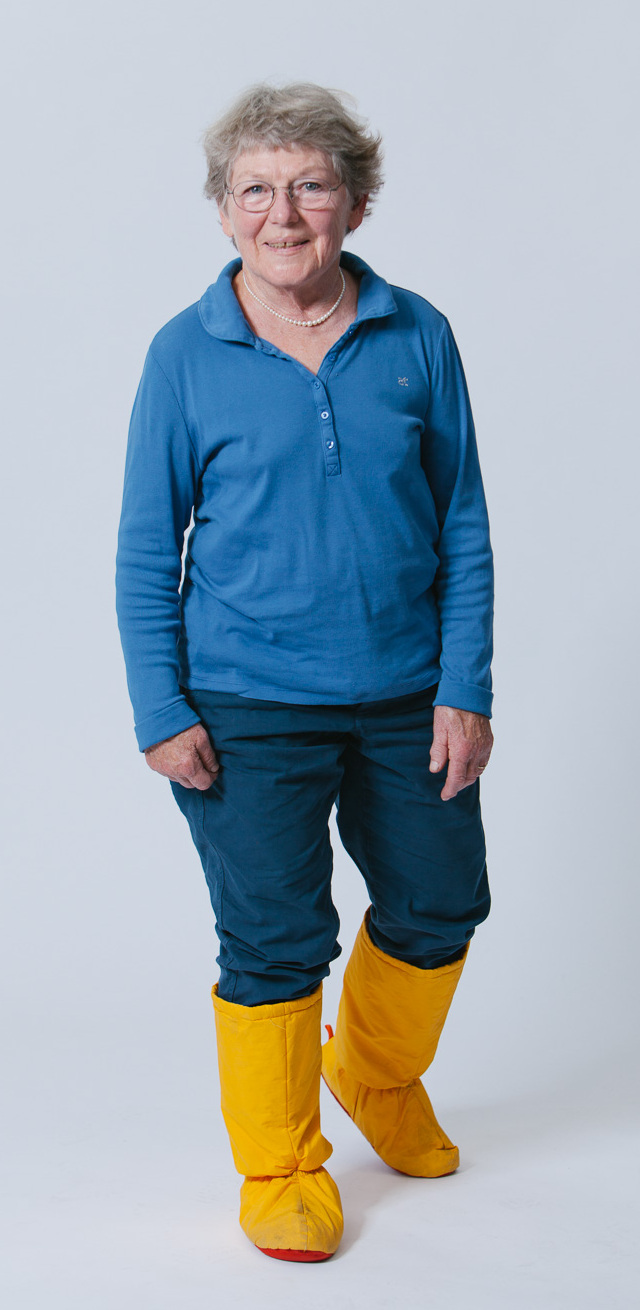
Heidi Lüdi im Alpinen Museum der Schweiz

Heidi Lüdi (* 29. Januar 1947 in St. Gallen, Schweiz) ist eine Schweizer Alpinistin, sie wurde 1984 das erste weibliche Mitglied im Akademischen Alpenclub Bern (AACB). Über ihre Mitgliedschaft seit 1973 beim Rendez-vous Hautes Montagnes RHM kam sie zu internationalen Kontakten und nahm an diversen Expeditionen als Ärztin und Alpinistin teil und organisierte auch eigene Expeditionen.

## Leben
Heidi Lüdi wuchs in Flawil auf und absolvierte 1966 die Matura Typ C in St. Gallen. Danach studierte sie Medizin in Bern (1966–1974) und Genf (2. Semester 1969/70) und machte 1972 ein halbjähriges Praktikum in Südafrika. Sie bestand das Staatsexamen 1974 in Bern. 1975 schrieb sie ihre Dissertation zur Transfusionspraxis im Kantonsspital St. Gallen.
Seit 1978 ist sie mit Francis Tomas, einem französischen Spitzenbergsteiger liiert.
1981 bis 1983 war sie u. a. Ärztin bei der Schweizerischen Rettungsflugwacht und erhielt eine Ausbildung zur Spezialärztin FMH für Allgemeine Medizin 1986. Von 1992 bis 2011 betrieb sie eine eigene Hausarztpraxis in Bern.
Heidi Lüdi war ab 1963 Mitglied in der Jugendorganisation (JO) der Sektion St. Gallen des SAC, ab 1966 in der JO der Sektion Bern des SAC, ab 1969 Mitglied der Sektion du Salève Annemasse des CAF und war ab 1972 Mitglied in der Sektion Bern des SFAC.

## Expeditionen
- 1972 Kilimandscharo
- 1974 nahm Heidi Lüdi durch ihre Kontakte beim RHM erstmals an einem grossen internationalen alpinistischen Camp im sowjetischen Pamirgebirge teil. Die Expedition umfasste beinahe 200 Bergsteigende, endete für 13 Teilnehmende tödlich und der Pik Lenin ging als «the tragic mountain» in die Geschichte ein.[3]
- 1976 Alpinistische Expedition im Yukon[4]
- 1978 Alpinistische Expedition zum Huandoy-Sur, N-Wand (6154 m, wahrscheinlich Zweitbegehung) in der Cordillera Blanca, Peru, wo sie ihren Ehemann kennenlernte.
- 1979 Alpinistische Expedition zum Mount McKinley, W-Rib, Alaska und Iztaccíhuatl, Mexiko
- 1980 Alpinistische Frauen-Grossexpedition zum Dhaulagiri, Nepal, mit American Women's Himalayan Expedition als Climbing Doctor
- 1982 Alpinistische Expedition zur Ama Dablam, Nepal mit American Women's Himalayan Expedition (reine Frauenexpedition) als Climbing Doctor[5]
- 1982 Alpinistische Expedition zum Cholatse, Nepal, Erstbegehung des Südgrates, Zweitbesteigung (unter ihrer Leitung)[6]

Nebst aussereuropäischen Expeditionen unternahm Heidi Lüdi regelmässig Berg-, Kletter- und Skitouren in den Alpen, sie hatte insbesondere eine Vorliebe für grosse Touren auf hohe Berge.